# 예루살렘구
예루살렘구(히브리어: מחוז ירושלים, 아랍어: القدس)는 이스라엘을 구성하는 6개 행정구 가운데 하나로, 행정 중심지는 예루살렘(동예루살렘 포함)이며 인구는 1,083,300 명(2016년 기준), 면적은 652 km2이다. 예루살렘구 인구 가운데 67.8%는 유대인이며 30.6%는 아랍인이다.

## 같이 보기
- 이스라엘의 행정 구역